# Плиш
Плиш, баршун, велур, сомот или кадифа (енгл. velvet) је општи назив за тканине које су с наличја глатке, а с лица „длакаве” попут крзна, односно покривене издигнутим свиленкастим нитима које стварају мекани слој, пријатан у додиру са кожом. Првобитно су овакве тканине биле израђиване искључиво од свиле, што их је чинило веома скупим и доступним само најбогатијим слојевима друштва. Данас се израђују од различитих врста влакана – памука, свиле или вештачких материјала (целулозних и синтетичких влакана). Ипак, чисти свилени баршун данас је редак, јер је и даље изузетно скуп. На тржишту се ове тканине могу наћи једнобојне, вишебојно ткане, са штампаним узорком, понекад чак и рељефне. Употребљавају се за израду разноврсне одеће, као и за декорацију ентеријера - облагање намештаја и зидова. Тканина може бити водоотпорна и отпорна на гужвање.

## Назив тканине
Сви називи за ову врсту тканина у српском језику су туђице које су ушле из разних језика, зависно од преовлађујућег утицаја у појединим деловима српског говорног подручја: 
- плиш од фр. peluche,[1]
- баршун од мађ. ,
- велур од фр. ,
- кадифа од тур.  и
- сомот од  [3]

### Недоумица око сомота и велура (плиша)
- У енглеском језику под појмом плиш обично се мисли на тканину са нешто краће сеченим нитима него код баршуна.[5]
- Иако у немачком језику сомот (samt) означава плиш, односно баршун, у многим областима у којима се говори српским језиком ова реч се одомаћила за сасвим другачију тканину - сомот. Иако крзнасте структуре попут плиша, тканина коју ми називамо сомот увек има ребрасту површину (за разлику од глатког плиша), а технологија ткања је другачија. У немачком језику ова тканина назива се cord, а у енглеском corduroy (изведено од енглеске речи cord - конопац или жица).[6] При томе, плиш (баршун) је мекана и нежна тканина, често скупоцена, док је сомот издржљив и чврст, израђен од јефтиних материјала (најчешће памука). Плиш такође може бити рељефан, чак и ребраст, али је разлика у томе што се рељеф постиже сеченим и несеченим нитима, док се код сомота ребра стварају самим ткањем - на простору између ребара нема утканих нити.

## Историја
Плиш, односно баршун је настао у источној култури. Постоје докази да су Стари Египћани још 2000. године пре нове ере користили сличну технику као и она која се данас користи у производњи овакве тканине. У Кини се за овакве тканине знало још у периоду династија Кин (око 221-206 пне) и Западни Хан (од 206 пне). Ирак је такође познат као један од првих произвођача баршуна, а дуго времена је средиште производње ове тканине био Каиро. Због своје компликоване, скупе производње и необичне мекоће и изгледа, 
баршун је кроз историју био повезан са друштвеним елитама. У то време техника израде баршуна била је толико сложена да је била доступна само краљевским породицама и веома богатима.
Баршун се најчешће повезује са европским племством. Међутим, У Европу су баршуна донели трговци који су трговали дуж Пута свиле. Европљани су први пут дошли у додир са баршуном у Багдаду, око 750. године,> а током средњег века почели су да га производе. У Француској су пронађени фрагменти памучног баршуна који датирају из 9. века, а одећа у којој је сахрањен француски краљ Филип I Француски (1052—1108) била је направљена од вуненог плиша. Иако је производња ове тканине цветала у Шпанији, ипак је Италија, а посебно Фиренца, била прва европска земља која је створила индустрију производње баршуна, а затим као произвођач доминирала у периоду између 12. и 18. века. Током 15. и 16. века ова индустрија достигла је свој врхунац. Баршун се користио за израду врхунске одеће, намештаја, завеса и др. Постоје историјске приче да је Хенри VIII Тјудор чак и своју тоалет обложио овим материјалом.
Ако постоји тканина за коју се може рећи да представља ренесансу, онда је то баршун. Посебно су цењени били они са сложеним дезенима (брокатовани), ткани од свиле и украшавани нитима од племенитих метала попут злата и сребра (срма), које су носили владари и поглавари цркве. Баршун је породици Медичи донео богатство и моћ, а постао је изазов и за уметнике. Микеланђело Буонароти је дизајнирао неколико врста баршуна, а Леонардо да Винчи проучавао је разбој за израду ове тканине.
Када је, током индустријске револуције, производња баршуна постала механизована, баршун, односно плиш постао је јефтинији и доступнији. Од почетка 20. века баршун је био изузетно популаран у свету моде и ентеријера. Вечерње хаљине и одела обично су шивени од класичне тканине, док су едвардијански намештај, попут лежаљки и трпезаријских столица обично били тапацирани баршуном израђеним деворе техником. Деворе техника постала је симбол 20-их година и Арт-Декоа, уметност која је издржала тест времена и до данас се може видети на кућном посуђу.
Од седамдесетих година баршун је постао омиљен међу познатим личностима, што га је чинило веома цењеним и лако доступним популарној култури. На модне писте враћа се и данас, зависно од модних трендова поједине сезоне.

## Израда баршуна (плиша)
Иако се за израду сомота могу користити различити материјали, поступак израде ове тканине је исти. Може се ткати само на специјалним разбојима који истовремено тка једну потку на две основе, правећи истовремено два слоја тканине - лицем у лице. Ови слојеви се затим пресецају по средини, одвајају и намотавају на ролне. На тај начин настаје „крзнаста” текстура.
Постоје два типа плиша, у енглеском језику познати као велвет и велветин (velveteen). Једина разлика је у томе што се прави тка са вертикалним предивом, док се велветин прави са хоризонталним. Иначе су ове две тканине направљене углавном истим поступком. Велветн се, међутим, често меша са памучним предивом, што смањује његов квалитет и мења текстуру. Прави плиш, односно баршун се традиционално правио искључиво од свилених нити. Данас се и он може израђивати од различитих влакана, што резултира мало другачијом текстуром, сјајем и ценом.

### Производња плиша данас
Као и већину других врста текстила, највећи произвођач плиша је Кина. Ова тканина данас се производи од природних (свила) и вештачких материјала. Највећи светски произвођач свиле је такође Кина, али је прати Индија. Како Кина предњачи у свету као најплоднији произвођач синтетичког текстила, већа је вероватноћа да ће индијска свила бити сертификована и обично је квалитетнија. Иако се и памук понекад користи и за израду баршуна, ова пракса је толико неуобичајена да заслужује само успутно помињање.
Плиш направљен од синтетичких материјала најчешће је прилично јефтин. Баршун од свиле може бити изузетно скуп јер је израда ове тканине и даље веома сложена. Баршунаста тканина која се пажљиво тка од одрживих материјала увек ће коштати више од тканине која је направљена од јефтиног синтетичког текстила.

## Врсте плишаних тканина
На тржишту се под различитим називима могу наћи тканине различите текстуре, али су у питању нијансе:
- Памучни баршун (понекад и памучни сомот) је с лица покривен кратким шишаним нитима свиленкастог сјаја. Употребљава се за израду сакоа, вечерњих хаљина, свечаних блејзера и панталона. У српском језику под појмом сомот најчешће се мисли на ребрасту тканину, док појам плиш означава сличну, али глатку.[11]
- Свилени баршун (понекад и свилени сомот) је сличан памучном, са кратко шишаним, врло сјајним и полеглим нитима. Од њега се шију свечане хаљине, а користи се и за израду модних детаља, какви су капе, шешири, шалови и др.
- Велур има мање сјајне нити. Употребљава се за израду капута и ветровки (виндјакни).
- Памучни плиш има дуже, нешишане нити,[1] често са утканим шарама. Употребљава се за израду тешких завеса и тапацирање намештаја.[10]

## Употреба
Плиш, односно баршун, данас има најширу примену. Главни атрибут је његова мекоћа, па се овај текстил првенствено користи у производима у којима се тканина користи близу коже. Истовремено, баршун има и препознатљиву визуелну привлачност, па се обично користи код уређења ентеријера, за израду детаља какви су завесе или јастучићи.
Због своје мекоће, баршун се понекад користи и за израду постељине. Конкретно, ова тканина се обично користи у изолацијским прекривачима који се постављају између постељине и јоргана.
Када је одећа у питању, баршун је много заступљенији у женској него у мушкој, а често се користи за наглашавање женских облина и екстравагантне вечерње хаљине. Крући баршуни користе се за израду шешира, а популаран је и као подстава за рукавице. Од плиша се израђују и други модни детаљи, какви су ципеле, ташне, каишеви, траке за косу и др.
- Свечана униформа из 1820
- Свечана женска хаљина
- Шешир
- Јастуче од плиша
- Намештај тапациран плишом

Када су у употребу ушли машински разбоји производња баршуна постала је много јефтинија, а развој синтетичких тканина које донекле имају својства свиле учинили суа баршун доступним и најнижим слојевима друштва. Иако данашњи баршун можда није толико чист или егзотичан као у прошлости, остао је цењен као материјал за завесе, ћебад, плишане играчке и све друге производе од којих се очекује да буду мекани и нежни на додир.

### Плиш у народним ношњама у Србији
У српским народним ношњама плиш се, као скупоцена тканина (уз чоју, атлас, свилу и друге) користио у изради појединих делова. Тако су се у Панонској низији од плиша израђивали јелеци, украшени са гајтански и златним везом цветних мотива и кецеље које су допуњавале одевну силуету израженог струка. Под оријенталним утицајем плиш је чест и у народним ношњама на југу Србије, често у комбинацији са свилом. Народни израз свила и кадифа озна чава богатство и благостање.